# A Cabana (2017)
The Shack (bra/prt: A Cabana) é um filme de drama produzido nos Estados Unidos, dirigido por Stuart Hazeldine e roteirizado por John Fusco baseado no romance homônimo de William P. Young (2007). A Cabana foi lançado no Brasil em 6 de abril de 2017, e em Portugal, em 20 de abril de 2017.

## Sinopse
O filme aborda a questão recorrente da existência do mal através da história de Mackenzie Allen Phillips, um homem que vive sob o peso da experiência de ter sua filha Missy, de seis anos, raptada durante um acampamento de fim de semana. A menina nunca foi encontrada, mas sinais de que ela teria sido violentada e assassinada são achados em uma cabana perdida nas montanhas.
Vivendo desde então sob a "A Grande Tristeza", Mack, posteriormente, recebe um misterioso bilhete supostamente escrito por Deus, convidando-o para uma visita a essa mesma cabana. Ali, Mack terá um encontro inusitado com Deus, de quem tentará obter resposta para a inevitável pergunta: "Se Deus é tão poderoso, por que não faz nada para amenizar nosso sofrimento?".

## Elenco
- Sam Worthington como Mackenzie Allen Phillips - ator principal
- Octavia Spencer como Deus (forma feminina)
- Aviv Alush como Jesus
- Tim McGraw como Willie
- Alice Braga como Sophia
- Sumire Matsubara como Sarayu (Espírito Santo)
- Radha Mitchell como Nan
- Amélie Eve como Missy Phillips
- Megan Charpentier como Kate Phillips
- Gage Munroe como Josh Phillips
- Graham Greene como Deus (forma masculina)

## Críticas
As críticas ocorrem de vários meios religiosos, sobretudo, dos evangélicos. Em senso comum dos religiosos, a caracterização da Trindade dentro do filme (e do livro) é errada pois Deus é interpretado por uma mulher negra (Octavia Spencer), Jesus por um jovem despojado de traços árabes (Aviv Alush) e o Espírito Santo por uma jovem oriental (Sumire Matsubara). Para muitos, dar essas características para à “Santa Trindade”, sobretudo fazendo Deus ser vivido por uma mulher, é uma heresia e não vai ao encontro dos dogmas cristãos praticados pela maioria das denominações.

## Produção
- As gravações começaram em 8 de junho de 2015, em Vancouver, no Canadá.[6]
- Baseado no best-seller homônimo de William P. Young.[6]
- Forest Whitaker foi considerado para assumir a direção do filme, mas ele acabou por abandonar a proposta.[6]
- Em 2005, William Paul Young estava à beira da falência. Foi nessa época que ele decidiu escrever sobre seus sentimentos em relação a Deus e presentear sua família e amigos próximos com o livro. Ele nunca imaginou que um dia venderia milhões de cópias do livro A Cabana, obra sobre a qual é baseado o filme.[6]